# Tom Sheehey
Thomas Logan Sheehey , más conocido como Tom Sheehey  (nacido el 12 de mayo de 1965 en San Antonio, Texas)  es un exjugador de baloncesto estadounidense. Con 2.05 de estatura, su puesto natural en la cancha era el de alero.

## Trayectoria
- 1986-87 Universidad de Virginia.
- 1987-89 Cacaolat Granolers.
- 1989-90 Banca Popolare Sassari.
- 1990-91 Grupo IFA Granollers.
- 1991-92 Quad City Thunder.
- 1991-92 Fort Wayne Fury.
- 1991-92  Hasselt. (Bélgica)
- 1992-93 CB Canarias
- 1993-94 Club Bàsquet Girona.
- 1993-94 Quilmes Mar del Plata.
- 1994-95 Baloncesto León.
- 1994-95 Universidad de Temuco.
- 1995-96 Connecticut Pride.
- 1996-97 St. Vincent Dublin.
- 1996-97 Club Baloncesto Murcia.
- 1997-98 Serapide Pozzuoli.
- 1997-98 SG Braunschweig.
- 1998-99 Brother Gent.
- 1998-99 SG Braunschweig.
- 1999-00 Fabriano Basket.